# Ocosingo fenwicki
Ocosingo fenwicki is een vlokreeftensoort uit de familie van de Lysianassidae. De wetenschappelijke naam van de soort is voor het eerst geldig gepubliceerd in 1984 door Lowry & Stoddart.